# كلوستريديوم محيطي
كلوستريديوم أوشينيكام أو كلوستريديوم محيطي هو نوع من البكتيريا من فصيلة كلوستريدياسيا.